# Ketwurst
Il Ketwurst o Kettwurst è un panino originario della Repubblica Democratica Tedesca.

## Etimologia e storia
Il nome della pietanza è una parola macedonia composta dai termini '"ketchup", e wurst ("salsiccia" in lingua tedesca).
Il Ketwurst venne inventato negli anni settanta del Novecento dagli impiegati del Rationalisierungs- und Forschungszentrums Gaststätten (centro di razionalizzazione e ricerca sugli esercizi gastronomici) della torre televisiva di Berlino Est. Lo stesso centro di ricerca è ricordato per aver lanciato, durante il decennio seguente, un panino con carne conosciuto come Grilletta. Dal momento che molti dei visitatori di Alexanderplatz non sempre trovavano luoghi in cui sostare, il Ketwurst nacque al fine di compensare il loro appetito anche quando dovevano rimanere in piedi. 
Oggi il Ketwurst mantiene il suo status di cibo di strada tipico della Germania orientale.

## Preparazione
Per preparare il Ketwurst bisogna cuocere in acqua un Bockwurst, e forare con un particolare cilindro di metallo caldo una pagnotta allungata. La salsiccia viene quindi immersa nel ketchup e inserita nel panino.